# Протасенко, Владимир Фёдорович
Владимир Фёдорович Протасенко (25 августа 1938; деревня Малофомёнково, Руднянский район, Сталинградская область, РСФСР, СССР — 13 августа 2015; Москва, Россия) — советский актёр театра и кино, мастер дубляжа. Отец певицы Анастасии Минцковской.

## Биография
Родился 25 августа 1938 года в деревне Малофомёнково Руднянского района Сталинградской области в семье колхозников Фёдора Васильевича и Матрёны Степановны Протасенко.
Учился в начальной школе в Митякино, аттестат о среднем образовании получил в Красноярске. В 1957 году поступил на актёрское отделение Всесоюзного государственного института кинематографии (мастерская Григория Козинцева и Сергея Скворцова), который окончил в 1962 году.
В 1962 году — актёр экспериментального Театра-студии пантомимы «Экстемим» под руководством Александра Румнева. Из-за проблем со здоровьем ушёл из театра. В 1964 году принят в труппу Театра-студии киноактёра.
Умер 13 августа 2015 года в Москве. Похоронен на Головинском кладбище (уч. 16).

## Фильмография
- 1960 — Прыжок на заре — дневальный
- 1963 — Последний хлеб — студент на танцах
- 1964 — След в океане — Степан Рудько
- 1965 — Три времени года — Гена
- 1965 — Чистые пруды — муж Нины
- 1966 — Айболит-66 — пират
- 1966 — Возвращение Одиссея — Белявский — главная роль
- 1966 — Неуловимые мстители — ординарец Будённого
- 1967 — Весна на Одере — Бережной
- 1967 — Взорванный ад — Крылович
- 1967 — Железный поток — красноармеец
- 1967 — Крепкий орешек — фашист
- 1968 — Времена года — шофёр
- 1968 — Встречи на рассвете — моряк-гармонист
- 1968 — Далеко на западе — Кочергин
- 1968 — Жажда над ручьём — парень на танцах
- 1968 — Зигзаг удачи — родственник Полотенцева
- 1968 — Освобождение (первый фильм) — адъютант Ватутина
- 1969 — Адъютант его превосходительства — капитан
- 1970 — Бег — комбриг
- 1970 — Красная площадь — гренадёр 38-го беспощадного пролетарского полка
- 1970 — Миссия в Кабуле — матрос
- 1970 — Море в огне — солдат
- 1970 — Морской характер — капитан
- 1970 — Опекун — милиционер
- 1971 — Джентльмены удачи — Мишка, друг детства Косого
- 1971 — Конец Любавиных — брат Марии
- 1971 — Конкурс продолжается. Иоганн Себастьян Бах — князь Леопольд
- 1971 — Смертный враг
- 1971 — У нас на заводе — милиционер
- 1971 — Телеграмма — военный на вокзале
- 1972 — Бой после победы — офицер советской разведки
- 1972 — Горячий снег — офицер
- 1972 — За всё в ответе — участник встречи выпускников
- 1972 — Петерс — анархист
- 1972 — Руслан и Людмила — витязь при дворе
- 1972 — Сибирячка — рабочий
- 1973 — За рулём Коробкины
- 1973 — И на Тихом океане...
- 1973 — Океан — начальник патруля
- 1973 — Человек в штатском — гестаповец
- 1973 — Чёрный принц — сотрудник милиции
- 1974 — Валькины паруса — учитель рисования Юрий Иванович
- 1974 — Вылет задерживается — однополчанин
- 1974 — Любовь земная — сотрудник НКВД
- 1974 — Пётр Мартынович и годы большой жизни — артист массовки
- 1974 — Романс о влюбённых
- 1974 — Совесть — Виктор, судмедэксперт
- 1974 — Соколово — лейтенант Широкий
- 1974 — Хождение по мукам (6 серия) — адъютант в штабе Сорокина
- 1975 — Принимаю на себя — Матвеев
- 1975 — Фитиль (№ 153)
- 1975 — SOS над тайгой
- 1976 — Дни Турбиных — будённовец
- 1976 — Развлечение для старичков — участник совещания
- 1977 — Солдаты свободы — радист
- 1976 — «Сто грамм» для храбрости — сотрудник Никитина
- 1976 — Три солнца
- 1976 — Ты — мне, я — тебе — любитель бани
- 1977 — Мимино — Валера, командир экипажа
- 1978 — Встретились…
- 1978 — Отец Сергий
- 1980 — В пределах Садового кольца
- 1980 — Дом на Лесной
- 1980 — Коней на переправе не меняют — лётчик
- 1981 — На Гранатовых островах — Бен Морган, комментатор
- 1981 — Шутка?! — сотрудник института
- 1983 — Ворота в небо — офицер
- 1983 — Ты мой восторг, моё мученье… — командир части
- 1984 — Особое подразделение
- 1984 — Призываюсь весной — Куяров
- 1984 — Счастливая, Женька! — врач
- 1985 — Берега в тумане — офицер
- 1985 — Жил отважный капитан — офицер в штабе
- 1985 — Неудобный человек — приятель Гриши
- 1985 — Третье поколение
- 1986 — Верую в любовь — капитан Шипунов
- 1989 — Сталинград — обер-лейтенант службы радиоперехвата
- 1991 — Дело Сухово-Кобылина — господин в театре
- 1992 — Просите и будет Вам — священник
- 1998 — На ножах — Дербак
- 2000 — Чистый понедельник

## Отзывы
Киновед Алексей Тремасов рассказал о том, что большую часть ролей составляли военные, представители рабочих профессий, которые у актёра получались наиболее убедительными. Он также отметил, что благодаря своим человеческим качествам Владимир Протасенко пользовался большим уважением среди друзей и коллег. Актёр всегда мог дать нужный и полезный совет, при необходимости помочь делом. Выросший в деревне, он не боялся физического труда, всё всегда делал своими руками, при этом был человеком образованным, хорошо знавшим точные науки, обладавшим врождённой грамотностью. Тремасов признался, что при встрече Владимир Протасенко поразил его просветлённым взглядом и чистотой помыслов, направленных исключительно на благие цели.